# Torneig República
El Torneig República (oficialment Torneo República, prèviament conegut com a Campeonato Nacional de Clubes) fou una antiga competició futbolística que es disputà al Paraguai.
La competició es disputava a inicis d'any i el seu objectiu era integrar els equips de la zona d'Asunción amb els equips d'altres departaments amb l'objectiu de donar als clubs de tots els país la possibilitat de qualificar-se per a les competicions internacionals de la CONMEBOL. A partir de 2018 es creà la Copa Paraguai, competició que es pot considerar successora.

## Historial
| Any  | Nom                                         | Campió              | Finalista                      |
| ---- | ------------------------------------------- | ------------------- | ------------------------------ |
| 1975 | Torneo Integración (no oficial)             | Libertad            | ?                              |
| 1976 | Campeonato Nacional de Clubes               | Olimpia             | Libertad                       |
| 1978 | Campeonato Nacional de Clubes               | Cerro Porteño       | Libertad                       |
| 1987 | Torneo de Integración Nacional (no oficial) | Olimpia             | Olimpia de Itá                 |
| 1988 | - (no oficial)                              | Sol de América      | Club Silvio Pettirossi         |
|      |                                             |                     |                                |
| 1990 | Torneo República                            | Atlético Colegiales | Sportivo Luqueño               |
| 1991 | Torneo República                            | Cerro Porteño       | Sportivo Luqueño               |
| 1992 | Torneo República                            | Olimpia             | Cerro Porteño                  |
| 1993 | Torneo República                            | Cerro Corá          | Club Guaraní de Coronel Oviedo |
| 1995 | Torneo República                            | Cerro Porteño       | Libertad                       |